# The Greater Claim
The Greater Claim er en amerikansk stumfilm fra 1921 af Wesley Ruggles.

## Medvirkende
- Alice Lake som Mary Smith
- Jack Dougherty som Richard Everard
- Edward Cecil som Abe Dietz
- De Witt Jennings som Richard Everard
- Florence Gilbert som Gwendolyn
- Lenore Lynard som Rosie